# Aldair Adulai Djaló Baldé
Aldair Adulai Djaló Baldé (Bissau, 31 de janeiro de 1992) é um futebolista profissional guineense que atua como médio.

## Carreira
Aldair integrou a Seleção Guineense de Futebol que disputou o Campeonato Africano das Nações de 2017.